# Ținutul Hotinului
Ținutul Hotinului a fost o unitate administrativ-teritorială în cadrul Țării Moldovei, care făcea parte din Țara de Sus, avându-și centrul administrativ în târgul Hotin.

## Etimologie
Numele ținutului a fost preluat de la denumirea târgului (cetății) Hotin, fiind de origine slavă.

## Istorie
Ținutul Hotinului este atestat pentru prima dată într-un document întocmit la 23 septembrie 1436, când sunt menționate cetatea Hotinului și ținutul ce aparținea acesteia.